# Industrieel product
Een industrieel product is een product, dat met behulp van machines wordt vervaardigd. Sinds nog maar 2 eeuwen worden producten met machines gemaakt.
Als men een product zonder machines maakt noemt men het vaak een ambachtelijk of artisanaal product.